# Orasemorpha myrmicae
Orasemorpha myrmicae är en stekelart som först beskrevs av Girault 1936.  Orasemorpha myrmicae ingår i släktet Orasemorpha och familjen Eucharitidae. Inga underarter finns listade i Catalogue of Life.